# Carl Johan Lindeberg
Carl Johan Lindeberg, född den 3 augusti 1815 i Gränna, död den 4 maj 1900 i Alingsås, var en svensk botaniker. Han var farfars bror till Gustaf Lindeberg.
Lindeberg blev filosofie magister 1848 och var lektor i naturvetenskap vid Göteborgs högre elementarläroverk 1859–1889. Han företog botaniska forskningsresor inom Skandinavien, företrädesvis utefter Sveriges västkust och Norge samt offentliggjorde floristiska och växtgeografiska undersökningar över skilda delar av Skandinavien. Av stort värde var Lindebergs studier över släktena Atriplex, Hieracium, Glyceria, Poa och Betula. Bland hans skrifter märks Monografi öfver Hieracium (1869), Hallands och Bohusläns fanerogamer och ormbunkar (1878) och Hieraciologiska bidrag (1882). Lindebergs herbarium inköptes 1899 till Göteborgs museum.
Auktorsnamnet Lindeb. kan användas för Carl Johan Lindeberg i samband med ett vetenskapligt namn inom botaniken; se Wikipediaartiklar som länkar till auktorsnamnet.